# Mindre eremit
Mindre eremit (Phaethornis longuemareus) är en fågel i familjen kolibrier.

## Utbredning och systematik
Fågeln förekommer i norra Sydamerika från nordöstra Venezuela till Franska Guyana. Den förekommer också på Trinidad. Den behandlas som monotypisk, det vill säga att den inte delas in i några underarter.

## Status
IUCN kategoriserar arten som livskraftig.